# Lepus hainanus
Lepus hainanus este o specie de mamifere din familia iepurilor, Leporidae. Este endemică în Insula Hainan din China. Uniunea Internațională pentru Conservarea Naturii a clasificat această specie ca fiind pe cale de dispariție. 

## Taxonomie
Nu există subspecii recunoscute ale speciei Lepus hainanus. Aceasta a fost anterior considerată drept subspecie a Lepus peguensis.

## Descriere
Lepus hainanus este o specie de iepure propriu-zis de dimensiuni mici, având o lungime a corpului (inclusiv capul) de 35–39,4 cm și o greutate de 1.250–1.750 g. Lungimea craniului, care este rotunjit, atinge 7,3–8,4 cm. Blana sa are o culoare mai deschisă iarna decât vara și este moale, pe partea dorsală având culoare maro-pală cu tentă de maro-căstăniu și negru. Culoarea bărbiei și a blănii de pe partea ventrală este albă pură, iar părțile laterale ale corpului său le are amestecate cu maro-pal și alb-maroniu. Ambii ochi sunt înconjurați de un inel albicios care se extinde spre bot și spre baza urechii. Coada, albă dedesubt și cu dungi negre-maronii deasupra, are o lungime de 4,5–7 cm. Urechile au fiecare lungimea de 7,6–9,8 cm, iar labele picioarelor din spate au fiecare câte 7,6–9,6 cm în lungime.

## Răspândire și habitat
Lepus hainanus este endemică în Insula Hainan din China. În nord-vestul și sud-vestul insulei este găsită cea mai mare densitate a populației, partea de est a insulei fiind considerată a fi nepotrivită pentru specia aceasta. Habitatul său este alcătuit din pajiști și păduri de arbuști și este absentă în munți.

## Comportament
Lepus hainanus trăiește doar la sol. Este activă preponderent înainte de miezul nopții, dar se întâmplă uneori se fie activă în timpul zilei pentru a căuta hrană.

## Stare de conservare
Lepus hainanus este vânată pentru piele și carne și este amenințată de extinderea agriculturii. Populația sa este în scădere și s-a estimat că numărul total de indivizi din această specie nu depășește 250–500 din cauza faptului că a mai rămas nu mai mult de 2 km² de habitat optim. Peste 90 % din habitatul original al Lepus hainanus este distrus. Uniunea Internațională pentru Conservarea Naturii a clasificat această specie ca fiind pe cale de dispariție.